# Rutka Laskier
Rutka Laskier (1929-1943) est une adolescente juive de Pologne, connue pour son journal intime décrivant en 1943, quatre mois de sa vie sous l'occupation allemande.

## Biographie
Rutka Laskier est née le 12 Juin 1929 à  Cracovie.
Son père, Jakub (Yaakov) Laskier, ttravaille à Gdansk omme employé de banque. Sa famille est aisée, son grand-père est copropriétaire de Laskier-Kleinberg et Associés, une minoterie possédant et exploitant une meunerie. Au début des années 1930, elle s'installe avec sa famille dans la ville de Będzin, dans le Sud de la Pologne, dont sont originaires ses parents. C'est là que Rutka, en 1943, alors âgée de 14 ans, écrit un journal de 60 pages en polonais, décrivant plusieurs mois de sa vie sous le joug nazi, et qui n'a été publié qu'en 2006.
Au début de la Seconde Guerre mondiale, la famille Laskier est obligée d'emménager dans le ghetto de Będzin. On a longtemps cru que Rutka Laskier était morte à l'âge de 14 ans, gazée en août 1943 avec sa mère et son frère, dès son arrivée au camp d'extermination d'Auschwitz. Mais en 2008 on a retrouvé à l’Institut historique juif (ZIH) de Varsovie un récit encore plus tragique de ses derniers moments. Son père est le seul membre de la famille qui survécut à la Shoah. Après la guerre, il émigre en Israël où il se remarie et a une autre fille, Zahava Scherz. Il meurt en 1982. Il n'a jamais parlé de Rutka à Zahava, et celle-ci n'apprit l'existence de sa demi-sœur qu'après avoir trouvé une photo de Rutka dans un vieil album de photos. (L'édition polonaise du journal de Rutka, ainsi que Zahava elle-même sur NPR, donnent cependant une histoire légèrement différente: "Tato, kim jest ta śliczna szczupła dziewczynka, tak bardzo podobna do mnie?" "Père, qui est cette belle et mince jeune fille, qui me ressemble autant?". – Ce fut le jour où son père, pour la première fois lui raconta l'histoire de sa précédente famille et de la tragique mort de sa première femme et de ses enfants). Zahava Scherz (qui possède un doctorat en sciences) raconte qu'elle se sent très proche de Rutka, après avoir lu son journal.

## Mort en décembre 1943
Zofia Minc, une codétenue arrivée à Auschwitz le 16 décembre 1943 a témoigné en 1946, dans un orphelinat pour enfants juifs sur la fin de Rutka. « Dans notre block, je dormais à côté de mon amie, Rutka Laskier, de Bedzin. Elle était tellement belle, que même le Dr Mengele l’avait remarquée. Une épidémie de typhus et de choléra a alors éclaté. Rutka a attrapé le choléra. En quelques heures, elle est devenue méconnaissable. Elle n’était plus qu’une ombre pitoyable. Je l’ai moi-même transportée dans une brouette à la chambre à gaz (dans le documentaire "Rutka, journal d'une juive polonaise du ghetto de Bedzin", le lecteur du témoignage parle de four crématoire). Elle me suppliait de l’amener jusqu’aux barbelés pour se jeter dessus et mourir électrocutée, mais un SS marchait derrière moi avec un fusil et il ne m’a pas laissé faire. »

## Le journal intime
Du 19 janvier jusqu'au 24 avril 1943, sans que sa famille soit au courant, Rutka a consigné dans son journal intime, un cahier de classe ordinaire, écrivant au stylo à encre ou au crayon, ses impressions personnelles. Elle rapporte les atrocités commises par les nazis et décrit la vie quotidienne dans le ghetto, aussi bien que les préoccupations d'une adolescente de son âge. Le lecteur suit ses brouilles et ses retrouvailles avec ses camarades. Il découvre une adolescente agitée de sentiments contradictoires à l'égard d'un certain Janek. Il lit son désir de vivre, d'aimer, de profiter d'une existence dont elle sait qu'elle va bientôt prendre fin.
Elle parle aussi des chambres à gaz et des fours crématoires dans les camps de concentration, indiquant que l'horreur de ces camps avait filtré jusqu'à ceux qui vivaient dans les ghettos. Le 5 février 1943, elle écrit : «Mon Dieu, oh mon Dieu, que va-t-il nous arriver ? Rutka, tu as dû devenir complètement folle : tu en appelles à Dieu comme s'il existait ! [...] Si Dieu existait, il ne permettrait pas que l'on jette les gens vivants dans des fours.» Et le 15 du même mois : «Les Allemands reculent sur le front de l'Est, ce qui semble annoncer une fin rapide de la guerre. J'ai seulement peur que nous, les juifs, nous finissions plus vite.»
Le journal débute le 19 janvier avec cette phrase : « Je ne peux pas m'imaginer que nous sommes déjà en 1943, quatre ans depuis que l'enfer a commencé ». Une de ses dernières déclarations confie : « Si seulement je pouvais dire, c'est fini, on ne meurt qu'une seule fois…Mais je ne le peux pas, car malgré toutes ces atrocités, je veux vivre et attendre demain ».

### Découverte du cahier de Rutka Laskier
| Image externe |                         |
|               | Photographie du cahier. |

En 1943, alors qu'elle écrit son journal, Rutka se confie à Stanisława Sapińska, qui à l'époque a 21 ans (25 ans selon d'autres sources). Elles sont devenues amies quand la famille Laskier s'est installée dans un appartement (ou une maison) appartenant aux Sapińska, une famille de polonais catholique, qui avait été confisqué par les nazis afin d'être incorporé au ghetto. Quatre autres familles juives viendront par la suite se joindre aux Laskier. Au début, le ghetto reste ouvert et la jeune Sapińska peut venir visiter et inspecter la maison familiale occupée maintenant par les Laskier. C'est ainsi qu'elle fait la connaissance de Rutka. Celle-ci, malheureusement, se doutant de ce qui allait se produire, et réalisant l'importance de son journal comme document témoin de ce qui arrivait à la population juive de Będzin, demanda à S. Sapińska de l'aider à le cacher. S. Sapińska montra à Rutka une cachette située sous le double plancher entre le rez-de-chaussée et le premier étage de la maison. Peu de temps après, le ghetto est totalement bouclé et ses habitants sont transférés dans les camps d'extermination. Ce n'est qu'après la liquidation du ghetto que Stanisława a la possibilité de retourner dans la maison abandonnée et délabrée et de récupérer le journal caché. Elle le gardera dans sa bibliothèque pendant 63 ans, ne le montrant à personne sauf à sa famille. En 2005, Adam Szydłowski, président du Centre de culture juive de la région de Zagłębie en Pologne, apprend l'existence du journal par une des nièces de Sapińska. Szydłowski réussit à convaincre Sapińska de rendre le journal public. Celui-ci est tout d'abord publié en polonais, puis en anglais et hébreu  par Yad Vashem Publications. Sa sortie fut l'objet d'une cérémonie commémorative à Jérusalem organisée par le mémorial de Yad Vashem, le 4 juin 2007, à laquelle assista Zahava Scherz, la demi-sœur de Rutka. Lors de cette cérémonie, Sapińska fit don du journal original à Yad Vashem.
Le journal, qui a été authentifié par des experts et des survivants de la Shoah, a été comparé au journal d'Anne Frank, le journal le plus connu sur la vie des Juifs pendant l'occupation nazie, écrit lui aussi par une jeune fille. Les deux jeunes filles avaient approximativement le même âge quand elles écrivirent leur journal intime respectif. (R. Laskier a 14 ans et  A. Frank entre 13 et 15 ans). Certains experts ont trouvé que les pensées et émotions décrites par Rutka sont plus précises et plus développées et font preuve de plus de maturité que celles décrites par Anne dans son journal. Yahoo! désigne Rutka comme la version polonaise d'Anne Frank.
Un fac simile du journal de R. Laskier a été remis par Z. Scherz à Stanisława Sapińska.

### Publication du journal
Le manuscrit a d'abord été édité en polonais par Stanisław Bubin, début 2006. Les versions en anglais et en hébreu publiées par le Yad Vashem Publications ont paru en juin 2007. La version française est parue en mars 2008, chez Robert Laffont sous le nom de : Le Journal de Rutka.

### À écouter
- (en) NPR story, 5 juillet 2007